# Victoria Bernardi
Victoria Bernardi (San Isidro, Buenos Aires; 15 de julio de 1998) es una cantante, compositora y actriz argentina. Con un gusto preferencial por el jazz y el melódico, su voz recorre géneros como rock, soul, pop, jazz y R&B. Fue telonera de Paul McCartney en la gira Freshen Up Tour en Argentina 2019. 
Junto con el sello discográfico Sony Music Argentina y la producción artística de Juan Blas Caballero, Bernardi sacó a la venta su primer disco Solo Sé (2018). El lanzamiento fue en La Tangente (Buenos Aires). Bernardi realizó conciertos en el Cosquín Rock (Córdoba) y en el line-up de Rock en Baradero, Festival PWR (Luna Park) y Festival Ahora (Konex). Ahora se prepara para abrir los shows de Pablo Alborán (Hipódromo de Palermo) y San Remo. Fue también invitada especial en los conciertos de Axel y Marcela Morelo en el interior del país.
Victoria Bernardi saltó a la fama en 2015, gracias a su participación en el talent show de Telefe Elegidos, la música en tus manos, del cual resultó ser finalista a los 16 años. Con Elegidos, participó en 5 funciones musicales en el Teatro Gran Rex. Además, fue convocada por la banda Meteoros para reemplazar, junto a Rosario Ortega, a la cantante Julieta Venegas en el Festival Lollapalooza Argentina 2016 y en La Trastienda.  

## Biografía
Victoria Bernardi nació el 15 de julio de 1998 en San Isidro (Buenos Aires).[1]

### Vida e inicios
Descubrió su vocación siendo muy pequeña cuando se incorporó al coro del colegio a los nueve años. A partir de allí la música ocupó un papel muy importante en su vida. Aprendió a tocar la guitarra y el piano de oído, y comenzó a componer desde muy joven.
Estudió canto en el Estudio SiBemol y hoy en día continúa sus estudios con la cantante argentina Katie Viqueira. Tiene un gusto preferencial por el rock nacional, especialmente por Luis Alberto Spinetta y sus principales referentes musicales son Amy Winehouse, Adele, Whitney Houston y Ed Sheeran. Uno de sus hobbies es pintar de manera abstracta mezclando distintos colores.[2]

## Carrera profesional

### 2015: Su paso porElegidos (La música en tus manos)

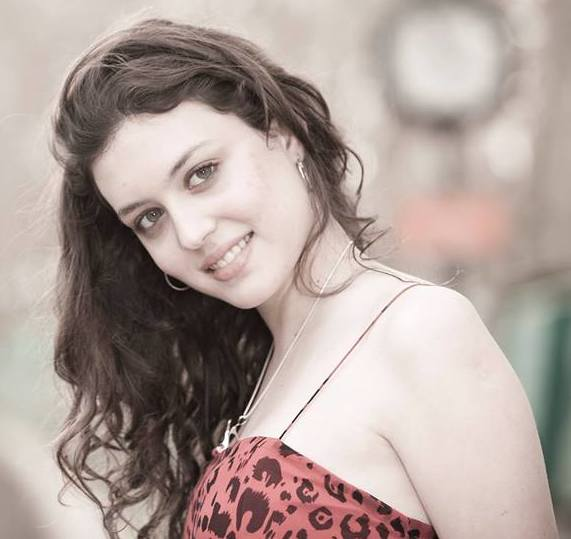
Bernardi en sus inicios.

Gracias a una amiga que le comentó sobre el casting de Elegidos (La música en tus manos) (2015) organizado por Telefe y presentado por Marley. Victoria, con 16 años, decidió inscribirse en el certamen y luego de un tiempo, Telefe se contactó con ella para informarle que había sido preseleccionada para el casting del programa. Así es como pasó a "Las Puertas", primera etapa de Elegidos que fue transmitido el 23 de abril de 2015,donde fue evaluada por el jurado que estaba integrado por Axel, Soledad Pastorutti, El Puma Rodríguez y Miranda!, y de esta manera se convirtió en la participante más joven del show.
Fue superando los diferentes desafíos del programa hasta llegar a estar entre los cuatro finalistas.[7] Es así, como también llegó a la final del programa quedando en el cuarto lugar.
| Etapa                | Canción                                                 | Artista original                | Fecha               | Orden | Resultados                                                                    |
| -------------------- | ------------------------------------------------------- | ------------------------------- | ------------------- | ----- | ----------------------------------------------------------------------------- |
| Audiciones           | «Chasing Pavements»                                     | Adele                           | 23 de abril de 2015 | 9     | Avanza (86%)                                                                  |
| Duelos               | «Me and My Broken Heart» (vs. Lucía Tacchetti)          | Rixton                          | 19 de mayo de 2015  | 7     | Avanza (86%)                                                                  |
| El juego de la silla | «You Know I'm No Good»                                  | Amy Winehouse                   | 28 de mayo de 2015  | 7     | Avanza (89%)                                                                  |
| Superación           | «Historia de un amor»                                   | Carlos Eleta Almarán            | 4 de junio de 2015  | 8     | Avanza (93%)                                                                  |
| Duetos               | «Set Fire to the Rain» (con Candelaria Buasso)          | Adele                           | 11 de junio de 2015 | 7     | Avanza (72%)                                                                  |
| Big Band             | «I've Got You Under My Skin»                            | Frank Sinatra                   | 16 de junio de 2015 | 10    | Avanza (88%)                                                                  |
| Tributos             | «Rehab»                                                 | Amy Winehouse                   | 18 de junio de 2015 | 6     | Avanza (83%)                                                                  |
| Homenajes            | «Cómo»                                                  | Chico Novarro                   | 23 de junio de 2015 | 6     | Avanza (85%)                                                                  |
| Shows en vivo        | «Call Me Maybe»                                         | Carly Rae Jepsen                | 25 de junio de 2015 | 8     | Avanza (83%)                                                                  |
| Big Show             | «Part of Me» «Historia de un amor»                      | Katy Perry Carlos Eleta Almarán | 30 de junio de 2015 | 1     | Va al repechaje (59%) Salvada por el voto del público (77%)                   |
| Cuartos de final     | «One and Only»                                          | Adele                           | 2 de julio de 2015  | 3     | Avanza (89%)                                                                  |
| Semifinal            | «Separate Lives» «Carta de un león a otro» «Cómo»       | Phil Collins Chico Novarro      | 7 de julio de 2015  | 4 3 2 | Va al repechaje (75%) Va al duelo (54%) Salvada por el voto del público (65%) |
| La Gran Final        | «Inconsciente colectivo» «All of Me» vs. Matías Carrica | Charly García John Legend       | 9 de julio de 2015  | 1     | Performance inicial (47%) Tercer puesto (52%)                                 |

Gracias a su participación en el reality, Bernardi comenzó a realizar actuaciones musicales en diferentes teatros y festivales del país. Ella junto a sus compañeros de Elegidos, se presentaron por 3 fechas en el Gran Rex,[8] luego siguieron presentaciones en la Fiesta Nacional de la Nieve en Bariloche,[9] en la 32.ª edición de la Fiesta Nacional del Contratista Rural en Alcira Gigena, [10] en la final del concurso Busca su estrella en Punta del Este[11] y en El Cardón (evento a benéfico de la ONG "Manos de la Cava"). [12] En diciembre de ese año, nuevamente se presentó en el Gran Rex junto a los finalistas de la primera y segunda temporada de Elegidos.[13]

### 2016-2019: Carrera solista y álbum debut
Luego de haber participado de cinco funciones en el Gran Rex (18, 19, 24 de julio y 18 de diciembre de 2015). Bernardi ha cantado en el interior del país y también en Uruguay, y ha compartido escenarios con artistas como Matias Carrica, Diana Amarilla y Axel.[3]
En los primeros días de enero de 2016 dio a conocer un adelanto de dos de sus temas, «Píntame» y «Crecer de Raiz» vía Periscope.[4] Luego de su paso por Elegidos fue contactada por el productor musical Juan Blas Caballero y Fernando Moya (dueño de Ozono Producciones y actualmente su representante). Ambos fueron los encargados de producir su primer disco solista, el cual está compuesto por canciones de su autoría.

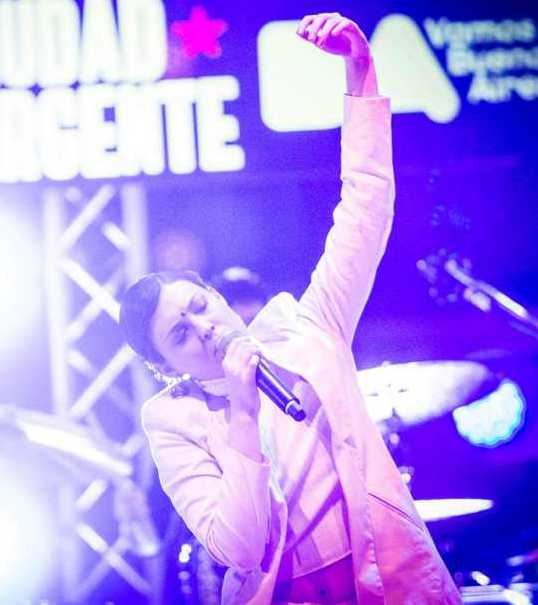
Bernardi en el Festival Ciudad Emergente en 2019.

A principios del 2016 fue convocada por la banda Meteoros para reemplazar, junto a Rosario Ortega, a la cantante Julieta Venegas en el festival Lollapalooza Argentina, llevado a cabo el 18 de marzo en el Hipódromo de San Isidro, y en el show que la banda dio en La Trastienda el 4 de mayo. Previo a ello, Victoria se presentó por dos fechas en el NüN Teatro Bar en marzo.[5][6]
Victoria también fue convocada por el joven DJ argentino Tomás Heredia para grabar el tema «Nothing To Lose», el cual se dio a conocer oficialmente el 29 de abril de 2016. En esta colaboración, que venía realizando desde fines del 2015, Victoria aportó no solo su voz, sino también colaboró en la composición de la letra. El 8 de mayo del mismo año, participó del Mega Festival Solidario de Buenos Aires.
El 15 de octubre de 2016 dio su primera actuación como solista en el Festival BUE, que se llevó a cabo en Tecnópolis. Allí interpretó por primera vez, y con su banda, algunos temas de su autoría. A fines de 2016, fue invitada a participar del disco de Iván Zavala Ida y Vuelta, en donde interpretó junto al artista, la canción «Falling».
En el mes de julio de 2017 firmó contrato con Sony Music, dando inicio a la etapa final para el lanzamiento de su disco. Durante ese periodo, Victoria realizó actuaciones musicales en Sala Crash, Sala Caras y Caretas y fue invitada por Carla Morrison para acompañarla en un show en La Trastienda. En noviembre del mismo año, la discográfica y Bernardi lanzaron el primer sencillo «Vuelan los Zapatos» de su álbum debut de estudio Solo sé y además se presentó nuevamente en Sala Crash como parte del lanzamiento.
En febrero de 2018, Bernardi anunció que su álbum debut Solo sé sería lanzado el 9 de marzo del mismo año junto con el segundo sencillo titulado «Desde que te conocí».
El 10 de febrero de 2019 participó del reconocido festival Cosquín Rock realizado en Santa María de Punilla (Córdoba). El 23 de marzo del mismo año, con 20 años y ante 40.000 personas, fue la encargada de abrir el show de Paul McCartney en el Campo Argentino de Polo, en el marco del "Freshen Up Tour" que lo trajo al artista de regreso al país, convirtiéndose ésta actuación en una de sus más grandes experiencias artísticas. 

### 2020-presente: Segundo álbum de estudio y actuación
A finales de febrero de 2020, Bernardi lanzó «Vencidos» como el primer sencillo de su próximo segundo álbum de estudio bajo el sello de Sony Music Argentina. En abril del mismo año, lanzó su segundo sencillo «Directo» junto con el vídeo oficial como parte de la promoción de su trabajo discográfico.
El 16 de septiembre del mismo año, Bernardi publicó su segundo disco titulado Loto, el cual recibió críticas positivas por parte de la prensa y se encargó de promocionarlo mediante eventos por streaming debido a la pandemia por el Covid-19. En diciembre, Victoria brindó por primera vez un show presencial para la presentación de su álbum en el Parque Centenario.
En 2023, Bernardi debutó como actriz interpretando el papel de Margarita Zulema Ávalos, la madre del cantautor argentino Fito Páez en la serie biográfica El amor después del amor de Netflix.

## Filmografía

### Cine
| Año  | Título                                    | Papel | Notas        |
| ---- | ----------------------------------------- | ----- | ------------ |
| 2022 | Enfrentamiento para compartir un paraguas | Sol   | Cortometraje |

### Televisión
| Año  | Título                            | Papel                   | Notas      |
| ---- | --------------------------------- | ----------------------- | ---------- |
| 2015 | Elegidos (La música en tus manos) | Participante            | 4.to lugar |
| 2023 | El amor después del amor          | Margarita Zulema Ávalos |            |

### Videos musicales
| Año  | Video                 | Papel    | Artista       |
| ---- | --------------------- | -------- | ------------- |
| 2016 | «El impulso del alma» | Fanática | Conexionistas |

## Discografía

### Álbumes de estudio
| Año  | Álbum                                                                          |
| ---- | ------------------------------------------------------------------------------ |
| 2018 | Solo sé - Lanzamiento: 9 de marzo de 2018. - Formatos: CD, descarga digital    |
| 2020 | Loto - Lanzamiento: 16 de septiembre de 2020. - Formatos: CD, descarga digital |

### EP
| Año  | EP                                                                               |
| ---- | -------------------------------------------------------------------------------- |
| 2019 | Sesiones solo sé - Lanzamiento: 9 de marzo de 2019. - Formatos: Descarga digital |

### Sencillos
- 2017: «Vuelan los zapatos»
- 2018: «Desde que te conocí»
- 2020: «Vencidos»
- 2020: «Directo»
- 2024: «Arena en la guitarra»

### Colaboraciones
- 2015: «Como Imaginar» con Matías Carrica (Buscavida)
- 2016: «Nothing To Lose» con Tomás Heredia (Crazy For This Love)
- 2016: «Falling» con Iván Zavala (Ida y Vuelta)
- 2017: «Noche de San Juan» con Tute (Canciones dibujadas)

## Premios y nominaciones
| Año  | Organización          | Categoría                          | Trabajo | Resultado | Ref(s) |
| ---- | --------------------- | ---------------------------------- | ------- | --------- | ------ |
| 2019 | Premios Carlos Gardel | Mejor álbum – Artista femenina pop | Solo sé | Nominada  | [ 6 ]  |